# Jam Hsiao
Jam Hsiao (chinois simplifié : 萧敬腾 ; pinyin : Xiāo Jìngténg ; né le 30 mars 1987) est un chanteur taïwanais de mandopop.

## Biographie
Jam Hsiao sort son quatrième album Jam Wild Dreams en juin 2011. Il participe à la sélection, à la composition, à l'enregistrement, au mixage et à la production des harmonies de fond. Il est le seul producteur des chansons depuis son album Princess en 2009, mais cette fois-ci, il prend le rôle de producteur de l'album, une première pour Hsiao. Il déclare que cet album représente ses idéologies et croyances musicales et qu'il s'agissait de l'album le plus enregistré en studio, car il s'efforçait de préserver l'énergie et l'attrait d'une véritable performance en direct. Cet album reçoit de très bonnes critiques, et se classe no 1 au KKBOX Music Rank de Taïwan. Cet album lui vaut également le prix du meilleur chanteur masculin lors de la 17e édition des Golden Melody Awards à Singapour. Il devient le 11e album le plus vendu en 2011 à Taïwan, avec 50 000 exemplaires vendus.
En 2020, il revient dans la huitième saison de I Am a Singer (également appelée Singer : Year of the Hits), cette fois en tant que chanteur solo, et termine troisième. Hsiao joue également le rôle d'animateur pour les deux premiers épisodes jusqu'à ce qu'il soit remplacé par sa partenaire musicale Eliza Liang, après que l'émission ait annoncé que les épisodes suivants seraient enregistrés à distance dans le cadre des mesures de sécurité liées à la pandémie de Covid-19.

## Polémique
Depuis 2021, Jam Hsiao suscite la polémique à Taïwan en raison de ses opinions en faveur de l'unification. En janvier 2022, Hsiao, avec deux autres chanteurs taïwanais et deux chanteurs chinois, participe à une chanson pop intitulée We Sing the Same Song (« Nous chantons la même chanson »), interprétée comme promouvant l'unification entre la Chine et Taïwan,. Le même mois, lors d'une interview sur son interprétation de la chanson The Yellow River, The Yangtze River (« Le fleuve jaune, le Yangtsé »), lors de l'émission Spring Festival Gala de CCTV, Hsiao déclare : « Je pense que de nombreux amis à Taïwan regrettent beaucoup leur ville natale : « Je crois qu'il y a beaucoup d'amis à Taïwan à qui leur ville natale manque beaucoup, alors quand on entend cette chanson, si on en a l'occasion, on devrait revenir chez nous pour y jeter un coup d'œil ».